# Velina (giornalismo)
Una velina è una nota proveniente da una fonte esterna a una testata giornalistica che contiene indicazioni sulle notizie da pubblicare e sulle modalità della loro impaginazione.

## Etimologia
Il vocabolo trae origine dalle veline, foglio d'ordine (dattiloscritto su fogli di carta velina) contenente le disposizioni che il regime fascista impartiva alla stampa italiana, quotidiana e periodica. 

## Storia
Le veline del regime fascista  cominciarono a circolare dal 1935. Con la nascita del Ministero della cultura popolare (MINCULPOP), istituito il 1º ottobre 1937, che controllava anche la SIAE e l'EIAR, le veline divennero ancora più pressanti verso la stampa.
Erano in carta velina perché, dovendo essere scritte a macchina e in molte copie, più sottile era la carta e più se ne potevano scrivere con una singola battitura, ponendo la carta carbone tra l'una e l'altra.
Le veline furono vietate dopo la caduta del fascismo, avvenuta il 25 luglio 1943, ma riapparvero nella Repubblica Sociale Italiana nel settembre dello stesso anno, durando fino al giorno prima della Liberazione (ovvero il 24 aprile 1945). Le veline circolavano già, in maniera minore, dal 1924 al 1935.
Una critica, feroce quanto ironica, ne fu fatta nell'incipit di un celebre capitolo di Quer pasticciaccio brutto de via Merulana, da parte di Carlo Emilio Gadda.
Nel secondo dopoguerra italiano il termine ha cambiato significato ed è stato usato per indicare una qualsiasi notizia diffusa da un'agenzia di stampa. Esiste una agenzia di stampa dal nome "Il Velino", che gioca sia sull'origine del termine sia sul nome di uno dei fondatori, Lino Jannuzzi.

## Esempi
- 31/5/25: Oggi mattina 31 maggio è stato rinvenuto greto Tevere cadavere bambina Berni Elisa con evidente tracce stupro strozzamento (…) Astenersi dare eccessiva pubblicità truce delitto mediante diffusione fotografia vittima (...) [N.d.r.: il testo fa riferimento al ritrovamento di una delle vittime del cosiddetto Mostro di Roma].
- 31/7/25: Con riferimento disposizioni vigenti che vietano pubblicazione atti istruttori richiamo attenzione SS.LL. su grave sconcio che si verifica quotidianamente ad opera dei giornali mediante riproduzione fotografie di delinquenti arrestati sotto imputazioni gravi reati. Tutti i giorni accade di veder riprodotte fotografie di omicidi, ladri, adulteri, ecc., che sono così elevati agli onori della più biasimevole pubblicità. (…) Poiché tali fotografie sono consegnate ai giornali o dagli uffici di questura o da funzionari stessi che compiono servizi di polizia, provvedere che tale abuso cessi immediatamente vietandosi altresì ogni amplificazione di notizie che riesce a deviare opinione pubblica e a rendere più difficile compito magistrati inquirenti. Riterrò personalmente responsabili i Sigg. Questori di ogni colpevole infrazione alle norme della presente circolare.
- 1930: Tutte le autorità cui mi rivolgo sanno che è proibito assolutamente prendere fotografie di esecuzioni capitali, e pertanto responsabilità morale di un tale delitto contro la Patria ricade su chi per debolezza, incapacità, incomprensione dei propri doveri non sa fare rispettare ordini di così grave importanza.
- 1931: È un errore politico pubblicare sui giornali fotografie di ricordi socialisti, comunisti, ecc. “Il Lavoro Fascista” ha pubblicato una fotografia della testata dell'“Avanti!”, col risultato di richiamare sul giornale sovversivo anche l'attenzione dei giovani che non lo lessero e neanche lo conobbero (…)

Vanno quindi assolutamente eliminati i disegni di figure artificiosamente dimagrite e mascolinizzate, che rappresentano il tipo di donna sterile della decadente civiltà occidentale (…)
Le fotografie di avvenimenti e panorami italiani devono essere sempre esaminate dal punto di vista dell'effetto politico. Così se si tratta di folle, scartare le fotografie con spazi vuoti; se si tratta di nuove strade, zone monumentali, ecc., scartare quelle che non danno una buona impressione di ordine di attività, di traffico, ecc. (…)
- 11/7/33: È stato ripreso il Popolo di Roma per aver pubblicato fotografie di donne nude in terza pagina, mentre nella prima pagina vi sono le fotografie col pontefice. L'on. Polverelli ha preso spunto da questa circolare per raccomandare nuovamente ai giornali di non pubblicare fotografie di donne nude perché costituiscono un elemento antidemografico.
- 21/10/33: Il Corriere della Sera e il Mattino hanno pubblicato due disegni riproducenti il Duce. Uno è piaciuto, l'altro no; vale quindi, anche per i disegni, la norma vigente per le fotografie e cioè che debbono essere precedentemente presentate all'Ufficio stampa del Capo del Governo per avere l'autorizzazione alla pubblicazione.
- 29/1/35: Il sottosegretario Ciano ha deplorato l'abitudine dei giornali di pubblicare fotografie, corrispondenze e titoli come questi freddo intenso a Roma, Napoli sotto la neve, La neve a Palermo. In questo modo si sviano le correnti turistiche del paese.
- 1/3/35: È stato deplorato Il Piccolo per avere pubblicato fotografie di donne in costume molto succinto, nel numero di ieri. Tali fotografie, ha detto il conte Ciano, sono antidemografiche.
- 28/6/35: Vietato pubblicare le fotografie di Carnera a terra.
- 11/7/35: Si fa assoluto divieto di pubblicare fotografie di carattere sentimentale e commovente di soldati in partenza, che salutano i loro cari.
- 17/7/35: Il Messaggero è stato sequestrato per una foto che si risolveva in propaganda pro Etiopia.
- 7/12/35: Non pubblicare, nelle corrispondenze, notizie dei bombardamenti dei nostri aerei nell'Africa Orientale.
- 4/1/36: Non pubblicare fotografie sul genere di quella pubblicata questa mattina dal Messaggero, che dimostrino intimità dei nostri soldati con abissini. (…)

Si dia l'impressione di benevolenza da parte dei nostri soldati verso gli indigeni ma non di cordialità, di protezione ma non di affetto [N.d.r.: la direttiva fa riferimento al fenomeno del cosiddetto madamato].
- 26/8/36: Non pubblicare fotografie in cui il Duce è riprodotto insieme ai frati, fotografie fatte oggi durante la visita al Santuario di Montevergine.
- 5/6/36: Ricordiamo che Africa si scrive con una sola "f" e non con due. Addis Abeba deve essere scritta e pronunciata senza l'accento sull'ultima "a".
- 18/6/36: Pubblicare un articolo consigliante un limitato consumo di carne durante l'estate[1].
- 14/8/37: Il Duce ha fatto un viaggio in Sicilia. Vietato pubblicare le foto che lo ritraggono mentre danza.

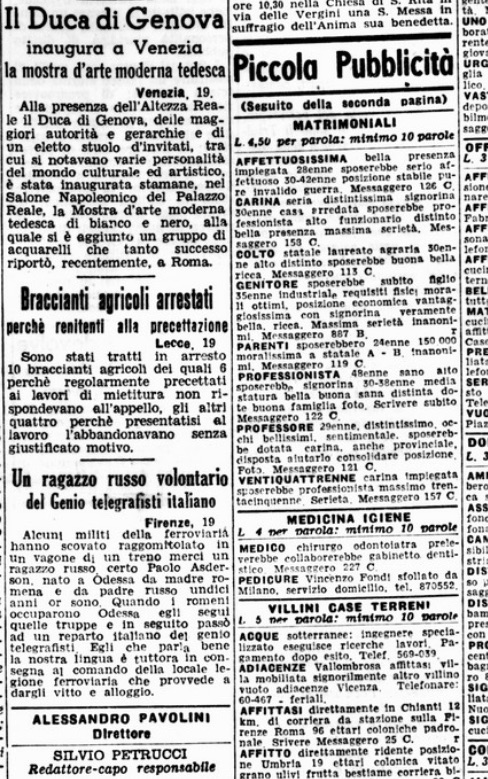
L'annuncio matrimoniale citato in una velina del 23 giugno 1943.

- 9/5/38: Non pubblicare la fotografia Luce sul saluto del Sovrano e del Duce alla stazione di Termini, pubblicata in prima pagina dal Giornale d'Italia.
- 1/7/38: Tutti i giornali debbono riprendere le fotografie Luce pubblicate stamane dal «Popolo di Roma» in prima pagina “il Duce si prepara a salire sulla trebbiatrice”. Si fa presente che un giornale è stato sequestrato perché ha pubblicato fotografie del Duce alla manifestazione dell'Agro Pontino non autorizzate.
- 18/7/38: Giornalisti e fotografi si astengano dall'avvicinare i duchi di Windsor.
- 22/11/36: Ricordarsi che le fotografie del Duce non debbono essere pubblicate se non sono state autorizzate.
- 26/12/36: Non interessarsi mai di nessuna cosa che riguardi Einstein.
- 26/8/38: I giornali eseguano una costante revisione di tutte le fotografie di parate militari, passo romano, presentazione alle armi, sfilate giovanili e premilitari, pubblicando esclusivamente quelle dalle quali risultano allineamenti impeccabili.
- 31/10/38: Si precisa che domani la prima pagina dei giornali deve essere impostata sulla rivista di Gaeta e sull'inaugurazione del Centro Prato Smeraldo. Dare molte fotografie e tenere presente che le parole pronunziate dal Duce a Prato Smeraldo non vanno pubblicate nel testo integrale, ma nel sunto che darà la "Stefani".
- 3/11/38: La notizia dello scoprimento di una statua del Duce a Tripoli va data nella cronaca, senza alcun sottotitolo. Non definire monumento la nuova statua. Non pubblicare fotografie della suddetta statua.
- 4/11/38: Entro domani o dopodomani pubblicare qualche bella fotografia di funzionari in uniforme. Non scrivere sotto le fotografie a quale Ministero appartengono.
- 6/1/39: Nelle cronache delle partite di calcio e nei commenti sul Campionato non "sfottere" gli arbitri[2]
- 13/6/39: Ignorare la Francia. Non scrivere nulla su questo paese. Criticare invece sempre e comunque l'Inghilterra. Non prendere per buono nulla che ci venga da quel paese[3].
- 13/7/39: Si riconferma la disposizione di non pubblicare foto di donne in costume da bagno[4].
- 14/6/40: Usare la parola "tedeschi" e la parola "germanici" nella proporzione del 70 e del 30 per cento: cioè dire più spesso "tedeschi"[5].
- 7/12/40: Sensibilizzare con fotografie, interviste, ecc. i viaggi delle coppie prolifiche per essere ricevute a Roma dal Duce[6].
- 18/6/41: Nessun trafiletto e tanto meno nessuna condanna contro le donne senza calze.
- 26/5/43: Si rinnova ai giornali il divieto d'inserzione di pubblicità ebraica, anche se mortuaria[7].
- 23/6/43: «Il Messaggero» del 20 ha pubblicato un'inserzione tra i "matrimoniali" che suona così: "Professore 29enne, distintissimo, occhi bellissimi, sentimentale, sposerebbe dotata carina, anche provinciale, disposta aiutarlo a consolidargli posizione". Le espressioni "occhi bellissimi" ecc. sono eccessive e bisogna evitarle[8].